# Parrot OS
Parrot OS je linuxová distribuce založená na Debianu. Je zaměřená na počítačovou bezpečnost, obsahuje tedy nástroje pro penetrační testování, počítačovou forenziku a podobně. Také obsahuje software pro anonymní a zabezpečenou komunikaci, například Tor Browser a Tor Messanger.
Původně byl Parrot OS založen přímo na Debianu, ale v polovině roku 2017 se jeho vývojáři rozhodli používat jako základ systému odvozený Devuan; hlavním důvodem byl systemd v Debianu. Jako hlavní desktopové prostředí je používáno MATE a správcem displeje je standardně LightDM. Podporované architektury jsou i386, x64 a armhf.